# Штучна вентиляція легень
Шту́чна вентиля́ція леге́нь (ШВЛ, механі́чна вентиля́ція[джерело?], англ. Mechanical ventilation) - термін, що використовується в медицині і характеризує процес, спрямований на забезпечення природного обміну газів у легенях (кисню — оксигенація, вуглекислого газу — вентиляція), що здійснюється медичним працівником (або першим реагульником чи парамедиком) для допомоги забезпечення дихання пацієнта або замість пацієнта шляхом використання штучних методів і певного обладнання (дихання з використанням мішка Амбу чи з використанням апарату ШВЛ).

## Класифікація
Залежно від наявності самостійного дихання пацієнта розрізняють:
1. Спонтанне дихання (самостійне дихання пацієнта, НЕ належить до штучної вентиляції легень)
2. Допоміжне дихання (асистоване) — використовується за наявності самостійних дихальних спроб пацієнта, проте які не забезпечують адекватного газообміну і потребують втручання допоміжної ШВЛ.
3. Повна ШВЛ (контрольована) — використовується у пацієнтів не здатних забезпечувати власних дихальних спроб (клінічна смерть, медикаментозна седація, дихальна недостатність внаслідок ураження центральної або периферичної нервової системи).

Залежно від способу забезпечення прохідності дихальних шляхів:
1. Неінвазивна (дихання через лицеву маску, назофарингеальну чи орофарингеальну трубку)
2. Інвазивна (ШВЛ через ендотрахеальну, або трахеостомічну трубку).